# Manitoba Historical Society
Die Manitoba Historical Society (MHS) ist eine Organisation, die seit Juni 1879 besteht und sich mit der Geschichte Manitobas beschäftigt. Dazu unterhält sie das Ross House Museum und das Dalnavert Museum. Zugleich fördert die Gesellschaft Forschung und Publikationen, Erhaltung der Artefakte, aber auch die Gründung regionaler Geschichtsvereine, und zeichnet herausragende Arbeiten sowie die über 100 Jahre alten Unternehmen, Farmen und nicht-kommerziellen Gesellschaften und Vereine aus. Seit 1980 gibt sie die Zeitschrift Manitoba History heraus.

## Geschichte
Die Manitoba Historical Society entstand im Juni 1879 infolge eines Gesetzes der Provinz. Damit ist sie die älteste Organisation dieser Art im Westen Kanadas.
Alexander McArthur (1843–1887), einer der Gründer, förderte Forschung, Erhaltung und das öffentliche Interesse an Geschichte und Naturgeschichte der jungen Provinz. Auf seine Initiative gehen die Winnipeg Public Library, das Manitoba Museum und die Archives of Manitoba zurück. 
Seit 1955 wird der Margaret McWilliams Award für herausragende literarische Leistungen und bei der Darstellung der Provinzgeschichte vergeben. Dabei werden wissenschaftliche, populärwissenschaftliche und lokalgeschichtliche Werke ausgezeichnet.
Das Interesse der Jüngeren soll durch den regelmäßig stattfindenden Wettbewerb um den Young Historians Award gefördert werden. Ähnlichen Zielen dient die Margaret McWilliams competition, die Publikationen auszeichnet.
Die MHS ehrt durch den Centennial Farm Award Nachkommen der frühen Siedler, die seit mehr als 100 Jahren eine Farm im Familienbesitz besitzen. Der Centennial Business Award ehrt in ähnlicher Form lokale Unternehmen des gleichen Alters. Dazu kommt seit 2004 der Centennial Organization Award, der die Beiträge von nicht-kommerziellen Verbindungen und Gruppen heraushebt.
Darüber hinaus fördert die Gesellschaft die Unterschutzstellung historischer Gebäude. Für den Schutz von Archivalien und Artefakten ist ein eigenes Historic Preservation Committee zuständig.
Das Dalnavert Museum, eine National Historic Site, geht auf ein Gebäude zurück, das im viktorianischen Stil für Sir Hugh John Macdonald, den Sohn des ersten kanadischen Premierministers John A. Macdonald, errichtet wurde. Hugh John Macdonald war für kurze Zeit Premierminister von Manitoba. 1970 rettete die MHS das Haus vor dem Abriss, indem sie es aufkaufte und im Zustand von 1895 restaurieren ließ. Die Innenräume beherbergen Artefakte und Antiquitäten, die überwiegend aus Spenden stammen.
Das Ross House Museum geht auf ein Haus zurück, das 1852 gebaut wurde. Der Besitzer war William Ross, der vom Council of Assiniboia 1855 zum ersten Postmeister ernannt wurde. Entsprechend dem Canada-Manitoba Agreement for Conservation and Recreation on the Red River Corridor wurde das Haus restauriert. Es bietet eine Sammlung zum Thema Post und Kommunikation.
Bis 2009 wuchs die Zahl der regionalen Geschichtsvereine auf 21 an.

## Manitoba History
Seit 1980 gibt die MHS die Zeitschrift Manitoba History heraus (ISSN 0226-5044, auch ISSN 0226-5036). Ältere Ausgaben stehen online zur Verfügung.